# Unbefleckte Empfängnis Mariä (Velpke)

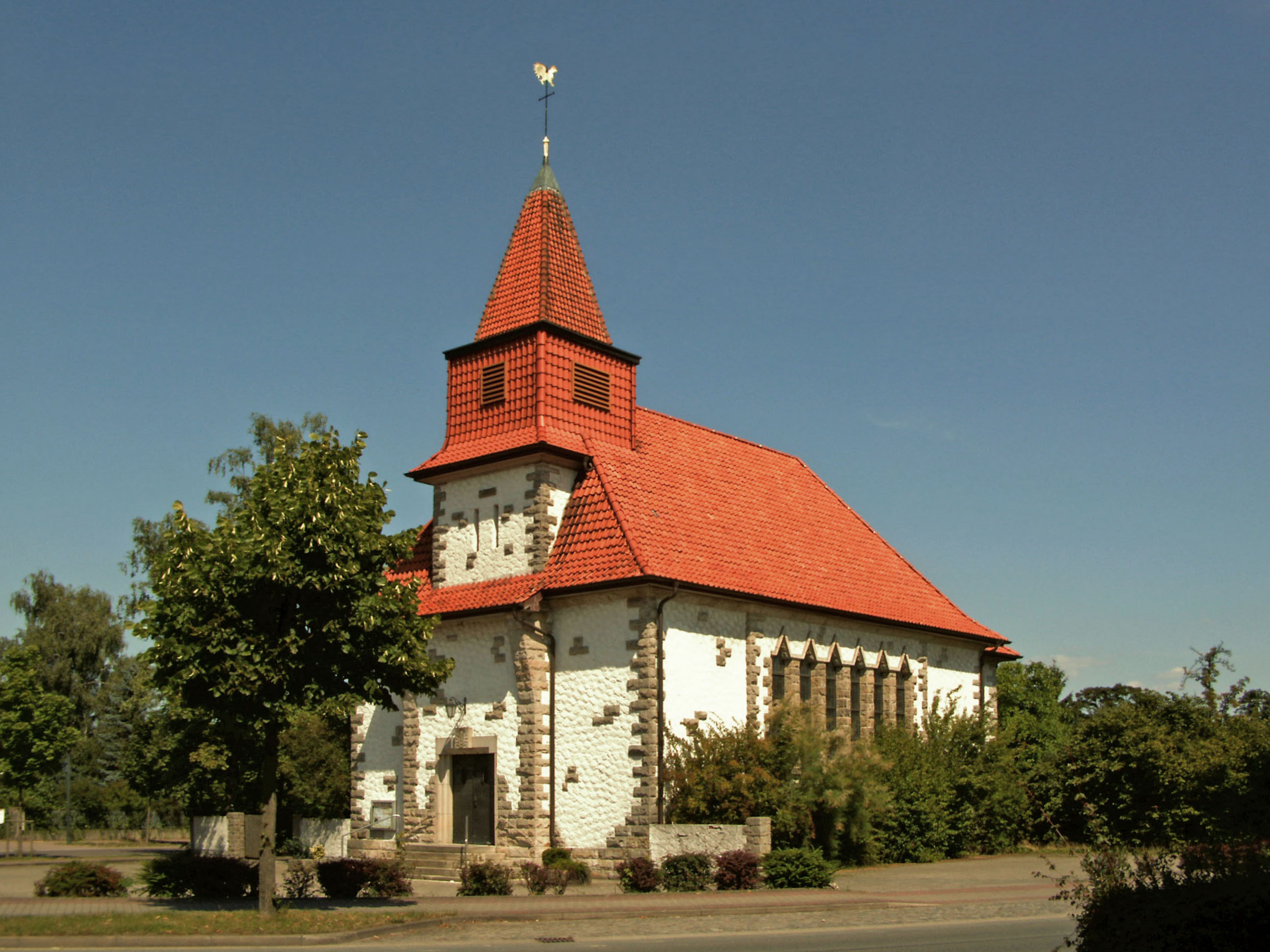
Außenansicht

Die Kirche Unbefleckte Empfängnis Mariä, umgangssprachlich auch kurz St. Marien genannt, ist die katholische Kirche in Velpke, einer Gemeinde im Norden des Landkreises Helmstedt in Niedersachsen. Die nach dem Marientitel Unbefleckte Empfängnis benannte Kirche gehört zur Pfarrgemeinde St. Michael (Wolfsburg-Vorsfelde) im Dekanat Wolfsburg-Helmstedt des Bistums Hildesheim und ist Denkmalatlas Niedersachsen unter der ID 32681792 als Baudenkmal aufgeführt.

## Geschichte
In der seit der Reformation evangelischen Gegend um Velpke siedelten sich gegen Ende des 19. Jahrhunderts wieder Katholiken an, die in den Velpker Steinbrüchen Arbeit fanden, auch Italiener und Polen gehörten dazu. Zu dieser Zeit gehörten die Katholiken in Velpke zur Pfarrgemeinde St. Ludgeri in Helmstedt. Ab 1892 fanden katholische Gottesdienste im nähergelegenen Oebisfelde statt, und ab etwa 1905 gehörte Velpke zur Kirchengemeinde Herz Jesu in Oebisfelde.
1893 wurde in Velpke der katholische Männerverein, der sich als Schutzpatron den heiligen Josef von Nazaret erwählt hatte, gegründet, auf den die spätere Kolpingsfamilie zurückgeht. Seit 1910 fanden zeitweise katholische Gottesdienste im Velpker Gasthaus Lindenhof statt, Zelebranten waren die in Oebisfelde tätigen Priester. 1927 wurde Velpke Sitz einer Pfarrvikarie und bekam einen ortsansässigen Priester.

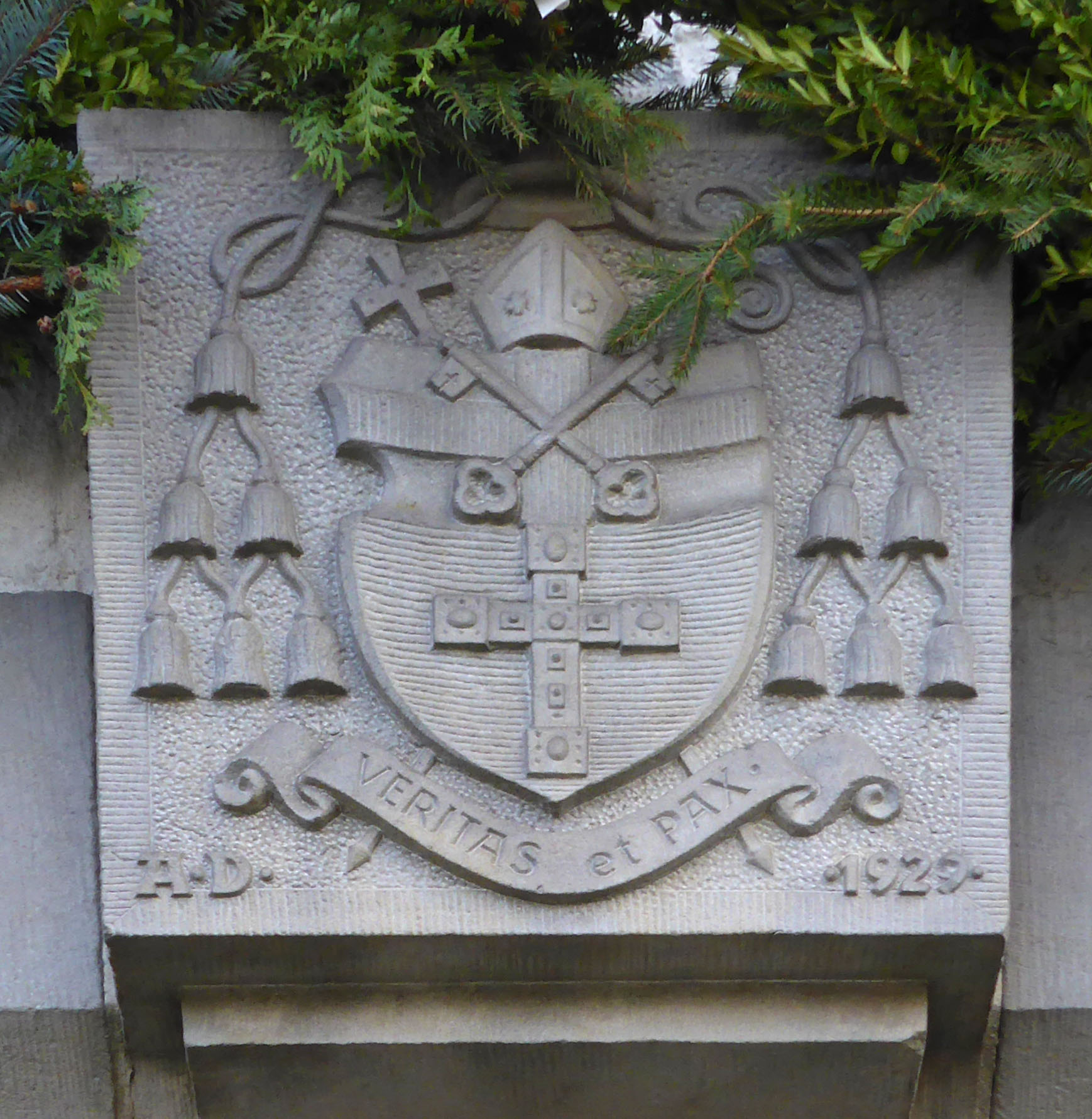
Wappen von Bischof Nikolaus Bares über dem Eingangsportal

1914 war bereits das Kirchbaugrundstück in Velpke erworben worden, und 1924 der Kirchbauverein Velpke gegründet. 1927 begann der Bau der Kirche, und am 3. November 1929 wurde sie von Bischof Nikolaus Bares geweiht. Damals gehörten rund 800 Katholiken zum Einzugsgebiet der Kirche.
Im Nationalsozialismus erfolgte 1933 die Auflösung des Jungmännervereins und des Männervereins St. Joseph durch die Polizei. Vom Spätsommer 1944 an kamen vorübergehend rund 1600 evakuierte Katholiken aus dem Bistum Aachen in das Einzugsgebiet der Kirche.
Da sich ab 1945 die Zahl der Katholiken im Raum Velpke durch den Zuzug von Flüchtlingen und Heimatvertriebenen aus Mittel- und Ostdeutschland erheblich vergrößerte, wurde 1946 die zu Velpke gehörende Pfarrvikarie Bahrdorf gegründet. Zum Bau einer Kirche kam es in Bahrdorf jedoch nicht, die Gottesdienste fanden in der Wohnung des Pfarrers und in der evangelischen St.-Stephan-Kirche statt. 1954 wurde in Velpke das Pfarrhaus erbaut. Am 1. August 1956 wurde aus der Pfarrvikarie Velpke eine selbstständige Kirchengemeinde (Kuratie). 1958 kam die Kuratie zum damals neu gegründeten Dekanat Wolfsburg, zuvor gehörte sie zum Dekanat Celle. 1966 wurde die Pfarrvikarie Bahrdorf wieder aufgelöst und kam zur Kirchengemeinde Velpke zurück.
Nach dem Zweiten Vatikanischen Konzil erfolgte 1969/70 eine Umgestaltung des Innenraumes, ein neuer Altar aus Velpker Sandstein wurde am 1. März 1970 von Bischof Heinrich Maria Janssen konsekriert. 1974 folgte der Bau des Gemeindezentrums. Von 1976 bis 1984 wurde auch die Kirche St. Raphael in Parsau vom Velpker Pfarrer seelsorglich betreut.
1984 verließ der letzte ortsansässige Pfarrer Velpke, und der Pfarrer von St. Bernward in Wolfsburg übernahm die seelsorgliche Betreuung. 1987 wurde wieder Kontakt zur ehemaligen Muttergemeinde in Oebisfelde aufgenommen, von der Velpke inzwischen auch durch die Innerdeutsche Grenze getrennt war. Am 17. September 1987 traf sich eine Delegation der Velpker Kirchengemeinde im Pfarrhaus der St.-Elisabeth-Kirche in Mieste, da Oebisfelde im Sperrgebiet der DDR lag und daher von Fremden ohne Genehmigung nicht besucht werden konnte. Am 1. Januar 1988 wurde die Kuratie Velpke zur Pfarrei erhoben.
1992 wurde eine neue Pfeifenorgel eingeweiht, zuvor wurde eine 1968 angeschaffte elektronische Orgel benutzt.
Am 15. Juli 2005 übernahm der Pfarrer der Kirche St. Michael in Wolfsburg-Vorsfelde auch die Verwaltung der Velpker Kirche, weil der Pfarrer der St.-Bernward-Kirche in den Ruhestand versetzt worden war, ohne dass ein ortsansässiger Nachfolger ernannt wurde. Vom 1. November 2006 an gehört die Kirche zum Dekanat Wolfsburg-Helmstedt, welches zu diesem Zeitpunkt aus dem Dekanat Wolfsburg und dem Helmstedter Teil des Dekanats Helmstedt-Wolfenbüttel gebildet wurde. Seit dem 1. September 2010 gehört die Kirche zur Pfarrgemeinde St. Michael Wolfsburg.
2022 erfolgte eine Innenrenovierung der Kirche, bei der unter anderem die Kirchenbänke entfernt und durch Stühle ersetzt wurden.

## Architektur und Ausstattung

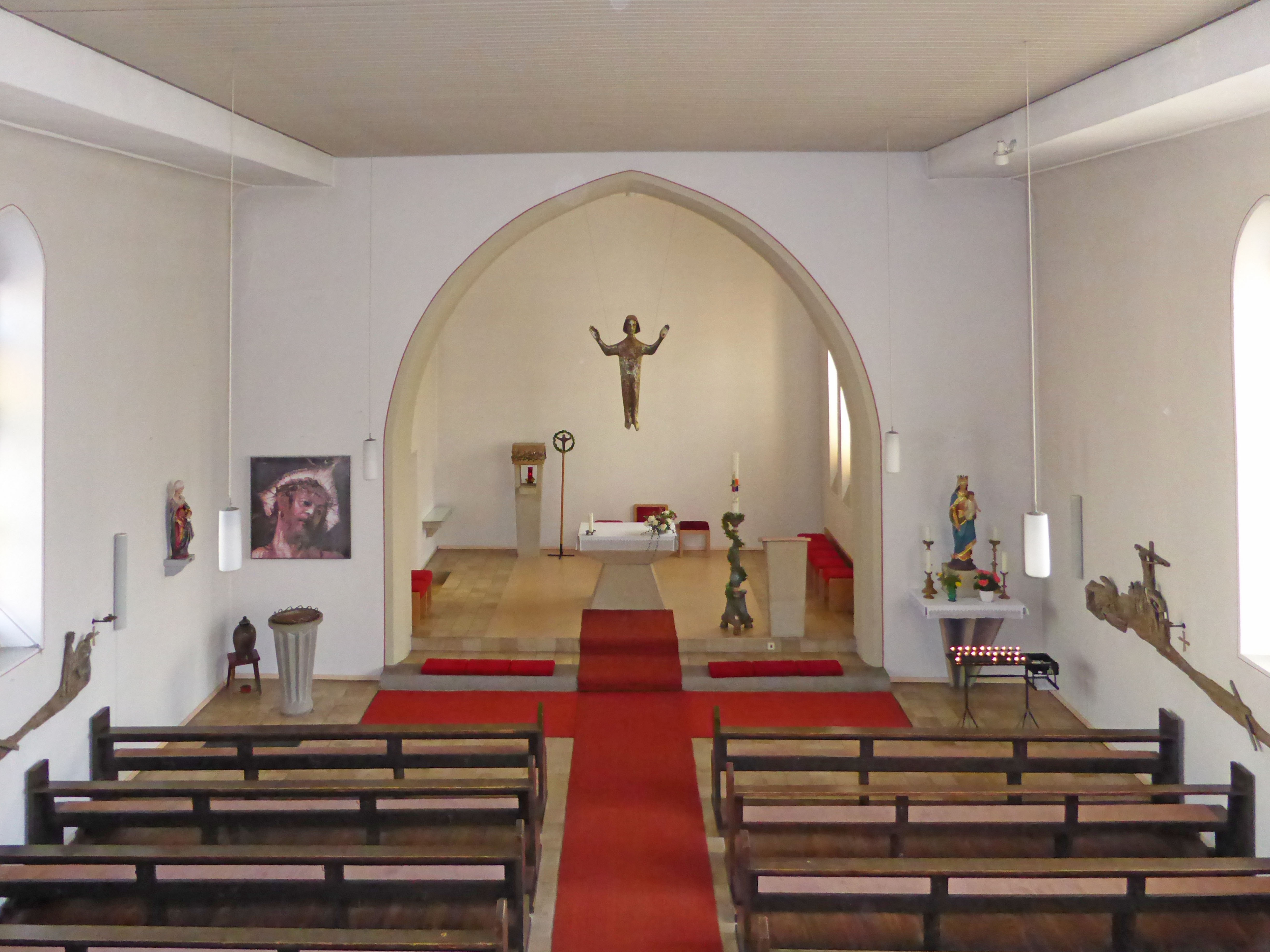
Innenansicht

Die geostete Kirche steht auf dem Grundstück Oebisfelder Straße 25, in rund 81 Meter Höhe über dem Meeresspiegel. Sie wurde vom Kirchlichen Bauamt in Hildesheim aus Velpker Sandstein erbaut. Über dem Eingangsportal befindet sich das Bischofswappen von Nikolaus Bares, er hatte die Kirche geweiht.
Der Innenraum wird von einer Flachdecke abgeschlossen. Das Kirchengestühl lässt einen Mittelgang frei und bietet über 116 Sitzplätze. Der Tabernakel ist ein Bronzewerk des Wolfsburger Goldschmiedemeisters Raimund Lange (1928–2006). Der Altar, der auferstandene Christus, der Ambo und der Kreuzweg sind Werke von Josef Hauke. Einen ähnlichen Kreuzweg, dessen Stationen ebenfalls einen zusammenhängenden Weg bilden, schuf Hauke für seine Heimatkirche St. Markus (Lauenau). Neben dem schlichten, modern gestalteten Altarraum befinden sich eine Statue der heiligen Elisabeth von Thüringen, ein Bild, welches nach einem Ausschnitt aus dem Bild Ecce homo des italienischen Malers Jacopo Tintoretto aus dem 16. Jahrhundert gestaltet wurde, das Taufbecken und eine Mondsichelmadonna, vor der Opferkerzen aufgestellt werden können. Die Abdeckung des Taufbeckens, von Raimund Lange aus Bronzeguss gefertigt, stiftete der Kirche aus Anlass seines Abschieds 1989 Pfarrer Walter Kalesse (1934–2017).

### Orgel
Das 1992 von Manfred Gaulke aus Harsum erbaute Schleifladen-Instrument mit mechanischer Traktur hat 10 Register auf einem Manual und Pedal. Es wurde am 1. Mai 1992 eingeweiht und kostete 109.000 DM.

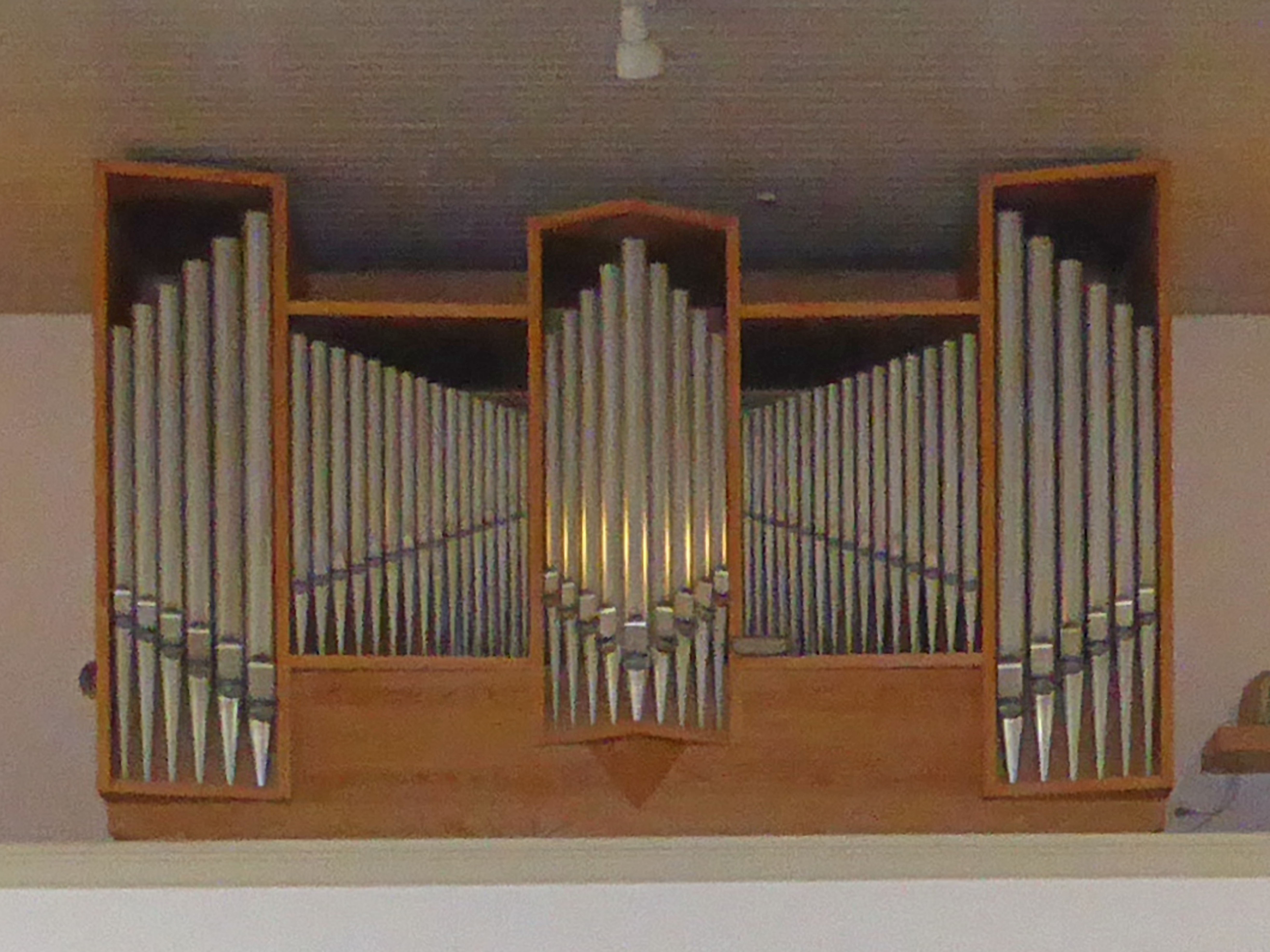
Orgel

| Manual C–g3  |        |
| Principal    | 8′     |
| Holzgedackt  | 8′     |
| Octave       | 4′     |
| Rohrflöte    | 4′     |
| Waldflöte    | 2′     |
| Quinte       | 2 ⁄3′  |
| Terz         | 1 3⁄5′ |
| Mixtur 3-4f. | 1 ⁄3′  |

| Pedal C–f1 |     |
| Subbaß     | 16′ |
| Offenbaß   | 8′  |

- Pedalkoppel

## Einzugsgebiet
Das Einzugsgebiet der Kirche umfasst die Ortschaften Altena, Bahrdorf, Büstedt, Danndorf, Grafhorst, Groß Sisbeck, Groß Twülpstedt, Klein Sisbeck, Klein Twülpstedt, Mackendorf, Meinkot, Papenrode, Rickensdorf, Rümmer, Saalsdorf, Velpke, Volkmarsdorf und Wahrstedt, sämtlich im Landkreis Helmstedt gelegen.